# Alexis Joseph Ravier de Jullière
Pour les articles homonymes, voir Ravier.
Alexis Joseph Ravier de Jullière, seigneur d'Herbelon, né le 12 mai 1732 à Grenoble (Isère), mort le 8 juillet 1803 à Grenoble (Isère), est un général de brigade de la Révolution française.

## États de service
Il entre en service en 1750, comme surnuméraire dans l’artillerie, et il participe à la bataille de Minorque le 20 mai 1756. Il est nommé sous-lieutenant le 20 juin 1756 au régiment Royal-Comtois, et il fait la guerre de Sept Ans en Allemagne de 1757 à 1759. 
Il passe lieutenant en premier le 24 mars 1769, et il sert aux Indes de 1769 à 1772. Le 15 juillet 1773, Il est traduit en conseil de guerre avec d'autres officiers de son régiment, pour tentative de rébellion, et il est condamné à 3 mois de prison. Il est promu capitaine de grenadier le 1er juillet 1774, et il est fait chevalier de Saint-Louis le 12 juillet 1776. 
Le 30 novembre 1791, il devient lieutenant-colonel du 3e bataillon de volontaire de l'Isère, et de 1792 à 1795, il est affecté à l’armée des Alpes. 
Il est promu général de brigade provisoire le 24 juillet 1793, par les représentants du peuple  Dubois-Crancé et Gauthier des Orcières. En juin 1794, il prend le commandement de Bourg-en-Bresse, et il est mis en non activité le 13 juin 1795. 
Il est admis à la retraite le 14 juillet 1796.
Il meurt le 8 juillet 1803, à Grenoble.

## Sources
- (en) « Generals Who Served in the French Army during the Period 1789 - 1814: Eberle to Exelmans »
- Georges Six, Dictionnaire biographique des généraux & amiraux français de la Révolution et de l'Empire (1792-1814) Paris : Librairie G. Saffroy, 1934, 2 vol.
- « Archives départementales du Morbihan, cote 8J26. »